# Pîșciîkî, Ripkî
Pîșciîkî (în ucraineană Пищики) este un sat în comuna Malînivka din raionul Ripkî, regiunea Cernihiv, Ucraina.

## Demografie
Componența lingvistică a localității Pîșciîkî
     Ucraineană (100%)
Conform recensământului din 2001, toată populația localității Pîșciîkî era vorbitoare de ucraineană (100%).